# Montecopiolo
Montecopiolo és una vila italiana amb uns 1.200 habitants i 35,78 km², situada a 919 metres d'altura. És a la regió de les Marques, província de Pesaro i Urbino. Està formada pels següents nuclis: Badia, Belvedere, Bivio Serra Nanni, Bosca, Ca' Baccagna, Ca' Baldisserri, Ca' Bellino, Ca' Bernacchia, Ca' d'Eugenio, Ca' della Morona, Ca' Fabbrone, Ca' Moneta, Cacciamarra, Calmato, Calvillano, Camonita, Campodarco, Capraia, Casa Nuova, Case Nanni, Casentino, Casepio, Casina, Cavalcanese, Chiesa di Montecopiolo, Cisterna di Sopra, Cisterna di Sotto, Cornieto, Fonti della Cisterna, Greppe, Ginacchia, Laghi, Legata, Legore, Molino Baldisserri, Molino Bosco, Molinaccio, Monacchie, Monteboaggine, Monterotto, Muricce, Petorno, Pezzano, Pian della Ruota, Poggio, Ponte Conca, Pugliano, Roncaliccio, Selbuccia, Selva Grossa, Serra Brucciata, Serra Nanni, Vena, Villaggio del Lago, Villaggio di Santa Rita, Villagrande, i Ville.
Fou la primera capital de la branca principal de la família dels Montefeltro fins que vers el 1170 Antoni I Montefeltro va rebre el feu de San Leo (uns quilòmetres al nord) i la seva regió coneguda com a Montis Feretrani (d'on Montefeltro). La regió va romandre en mans dels Montefeltro (i a la branca de Cavalca Montefeltro el 1253 i després Guiu Montefeltro; el 1328 a Speranza Montefeltro; vers el 1340 Nolfo i Galasso Montefeltro i vers el 1355 ocupat pel cardenal Albornoz) i després del domini del Papa i el seu llegat va tornar a la mateixa família dels Malatesta, i el 1419 va quedar integrat al Ducat d'Urbino la història del qual va seguir. Del 1502 al 1503 fou ocupada pel duc Valentí (Cèsar Borja).